# Comércio experiencial
Varejo experiencial ou comércio experiencial é um tipo de marketing comercial em que os clientes que entram em um espaço físico de varejo recebem experiências além das tradicionais (como em uma loja de roupas: folheando mercadorias, conselhos de vendedores humanos vivos, camarins e caixas). As comodidades oferecidas podem incluir arte (geralmente arte interativa), música ao vivo, realidade virtual, cafés e salões e grandes paredes de exibição de vídeo.

## Teoria
A partir de 2019, o mercado-alvo para o comércio experimental são principalmente os Millennials, que são (supostamente, de acordo com "estudos") como um grupo em geral menos materialista do que as gerações anteriores e propensos a gastar relativamente mais de sua renda disponível em serviços — por exemplo, bem-estar e ginásios. Este suposto padrão de gastos é contestado pelo Federal Reserve.
Mesmo onde há um produto consumido, como na Starbucks e seus concorrentes, os clientes estão pagando mais "por causa da experiência", não (apenas) porque pode ser um produto melhor do que em uma lanchonete, por exemplo. As Apple Stores pretendem fornecer não apenas um produto superior, mas também uma "experiência" e um "espaço de reunião" ou "Praça da Cidade".
Varejistas de comércio eletrônico como Casper, Harry's e b8ta têm um número limitado de lojas físicas experienciais ou espaços onde seus produtos podem não apenas ser vistos, mas experimentados.
Muitos desses espaços experienciais de promoção da marca estão, ao mesmo tempo, atendendo à tendência relatada dos Millennials de serem mais leais à marca do que as gerações anteriores, que compravam mais produtos e serviços relativamente mais intercambiáveis no preço.

## Exemplos
House of Vans em Londres, um espaço com 2,800 metros quadrados, com uma mini  rampa de skate e um cinema, café, pequeno local de apresentação musical e galeria de arte.

Toms, uma companhia de calçados que colocou em 100 lojas suas oculos de realidade virtual, que fazem o usuario ver o impacto de uma campanha social no Peru.